# 實證研究
實證研究（Evidence-based research，EBR）是「用系統化而且透明的方式來使用以往的研究成果，以形成新的研究，用有效果、高效率且可行的方式回應待確認的問題。」。依照實證研究的作法，新研究需要有系統的確認目前已有的証據，以確認其需求、設計以及作法。此外，這個研究結果需要可以納入類似前期研究的系統綜述中，成為後續研究的基礎。